# Pentium M
De Pentium M is een microprocessor gebaseerd op de x86-instructieset en ontworpen en gefabriceerd door Intel. De processor kwam op de markt op 12 maart 2003 en werd oorspronkelijk ontworpen voor het gebruik in draagbare computers (de "M" staat voor "Mobile"). Toen mobiel werken steeds populairder werd en de vraag naar snellere hardware toenam, zonder dat de capaciteit van de batterijen drastisch kon worden verbeterd, is Intel gaan kijken naar alternatieven voor zijn Pentium 4 in notebooks.

## Vroeger: NetBurst
Ten tijde van de Pentium III was er een behoorlijk verschil wanneer een processor "meer megahertzen had". Daarom was het ook belangrijk dat Intel als eerste een 1GHz-processor zou lanceren en zo de voorsprong behield, iets wat uiteindelijk niet gelukt is: concurrent AMD had als eerste een 1GHz-processor. In een poging de voorsprong te behouden stapte Intel over op NetBurst.
Met de Pentium 4 begon Intel met de NetBurst-architectuur, die onder andere inhoudt dat men door het aantal instructies per kloktik (IPC, Instructions Per Clock) te verlagen hogere kloksnelheden weet te bereiken. Dat gebeurde door de zogenaamde "Hyper Pipelined Technology", die inhield dat de pipeline twee keer zo lang werd ten opzichte van de Pentium III, en vier keer zo lang als de Pentium II.
Netburst heeft een aantal voordelen, zo zijn er in een Pentium 4 "Arithmetic logic unit", die op dubbele snelheid van de kern lopen. Dit noemt Intel de "Rapid Execution Engine". De REE geeft de P4 een voordeel bij berekeningen met gehele getallen.
Ook heeft de Pentium 4 een "Execution Trace Cache", die de instructies nadat ze klaar zijn gemaakt om uitgevoerd te worden opslaat zodat de processor er snel bij kan wanneer hij een instructie weer nodig heeft, bijvoorbeeld na een foute BTP.
Naast de lagere IPC zal Netburst ook de "Branch Tree Prediction" negatief beïnvloeden. De Branch Tree Prediction houdt in dat de processor inschat wat hij na de huidige instructie gevraagd zal worden te doen. Wanneer de processor dat goed heeft, zal er niets aan de hand zijn, maar wanneer het fout is moet een instructie weer helemaal naar het begin van de pipeline. Wanneer dus de pipeline twee keer zo lang is zal de instructie verder terug moeten, wat een verlies in resultaat betekent.
Tot slot verbruikt een Pentium 4 door zijn hogere kloksnelheid meer stroom, wat misschien wel de belangrijkste reden was dat Intel er later van afstapte.

## Nu: Pentium M
Aangezien de Pentium 4 voor mobiel gebruik te veel energie verbruikte en te heet werd, en het simpelweg terugklokken voor besparing van stroom geen mogelijkheid was, moest Intel kijken naar alternatieven. Voor Netburst was een processor veel efficiënter met zijn stroomverbruik, en was toch krachtig voor het aantal kloktikken: de Pentium III, gebaseerd op de P6-architectuur.
Met die gedachte in het hoofd gaf Intel het team in Haifa, Israël, de opdracht om een efficiënte P6-architectuur gebaseerde mobiele processor te bedenken, en kwam uiteindelijk de Pentium M uit, een behoorlijk doorontwikkelde Pentium III. De Pentium M koppelde de uitvoeringskern van de Pentium III aan een Pentium 4 compatibele businterface, een verbeterde instructie decodering/uitgifte front-end, verbeterde Branch Prediction, SSE2-ondersteuning en een veel grotere cache. Ook heeft hij een aantal stroombesparende functies: hij klokt zichzelf omlaag wanneer de CPU niets hoeft te doen (SpeedStep III), met deze technologie kan een 1,6 GHz Pentium M effectief onderklokken naar kloksnelheden van 1600, 1400, 1200, 1000, 800, en 600 MHz. De FSB is ook lager dan de Pentium 4. (Pentium M heeft een maximale FSB van 533 MHz, de Pentium 4 had een maximale FSB van 1066.)
Ook is de Pentium M net zo snel als de Pentium 4 bij een lagere kloksnelheid en TDP, een 1,6 GHz Pentium M is vaak net zo snel of zelfs sneller dan een Pentium 4 op 2,4 GHz.
Eveneens nieuw, op de Dothan Pentium M processors, is Physical Address Extension (de Banias CPU's hadden het ook, het is echter niet in de CPUID flag zichtbaar, hardwarematig staat PAE wel gewoon aan) en de NX-bit extensie.

## Platform
Met de Pentium M in het Centrino-platform heeft Intel de eerste stap gezet naar de nieuwe manier van producten maken: platforms. De Pentium M zit in het Centrino-platform: een Intel-chipset, Intel Pentium M-processor en een Intel-wifi-kaart. In de toekomst wil het bedrijf voor elke gebruikerscategorie een apart platform hebben. Voor mobiel gebruik heeft het reeds het Centrino-platform, en er zullen voor bijvoorbeeld gaming, media centers, servers en werkstations aparte platformen beschikbaar komen.

## Succes
De Pentium M werd met gejuich ontvangen, niet alleen door mobiele gebruikers, maar ook door de computerenthousiastelingen, die hun stroomrekening zagen dalen. De uitstekende prestaties in combinatie met hoge overklokbaarheid en laag stroomverbruik zorgden er ook voor dat het mogelijk is om een socket 479 Pentium M in een socket 478 Pentium 4-moederbord te zetten. Daarnaast zijn er ook fabrikanten die gewoon desktopmoederborden met de Pentium M-chipsets en -socket ontwerpen.

## Opvolger
De volgende generatie processors, met codenaam Yonah, waren gebaseerd op de Enhanced Pentium M-architectuur en uitgebracht onder het Intel Core-merk, als Core Duo en Core Solo.